# Lana Ujević Telenta
Lana Ujević Telenta (Baden-Baden, Njemačka, 22. listopada 1995.) je hrvatska kazališna i televizijska glumica.

## Životopis
Lana Ujević rođena je 22. listopada 1995. u Baden-Badenu u Njemačkoj gdje je provela prvih deset godina života. Obitelj se kasnije preselila u Hrvatsku, gdje je Lana nastavila svoje djetinjstvo i školovanje od 5. razreda. Upisuje opću gimnaziju u Zaprešiću, kasnije portugalski i njemački jezik na Filozofskom fakultetu u Zagrebu. Tijekom studiranja snima film "F20" u režiji Arsena Ostojića i televizijsku seriju "Zlatni dvori" za Nova TV. Nakon treće godine na FFZG-u, svoj glumački talent počinje razvijati na Akademiji dramskih umjetnosti u Zagrebu, gdje je diplomirala glumu. Još tijekom studija sudjelovala je u studentskim kazališnim projektima i ubrzo postala poznata kao izniman talent. Nakon diplome, Lana je započela profesionalnu karijeru u kazalištu, nastupajući u raznim predstavama u splitskom HNK i drugim kazalištima diljem Hrvatske. Paralelno s kazališnom karijerom, Lana je ostvarila zapažene uloge u televizijskim serijama "Zlatni dvori" i "U dobru i zlu", te u filmu "F20". Lana je u braku s Tinom Telentom, a privatni život drži daleko od očiju javnosti.

## Filmografija

### Televizijske uloge
- "Urgentni centar" kao Matea Tea Lisjak (2025.)
- "The Librarians: The Next Chapter" kao Danica (2025.)
- "Dnevnik velikog Perice" kao Mila Majher (2024.)
- "U dobru i zlu" kao Nika Srića (2024. – danas)
- "Bogu iza nogu" kao medicinska sestra (2022.)
- "Ured(i) EU" kao Marta (2021.)
- "Na granici" kao Teodora (2018.)
- "Zlatni dvori" kao Martina Begovac (2016. – 2017.)

### Filmske uloge
- "Stane" kao Marija (2023.)
- "Portrait" kao ovisnica (2021.)
- "F20" kao Irena (2018.)

### Kazalište
- "Kralj Gordogan" kao Bijela(2024.)
- "Gard" kao Lana/Andrijana(2022.)
- "Astronaut Wittgenstein" (2022.)
- "Životinjska farma" kao farmer/pas (2022.)
- "Njemački za početnike" kao Ena (2021.)

### Radio
- Srce od antifriza (2024.)[3]

## Vanjske poveznice
- Lana Ujević u internetskoj bazi filmova IMDb-u (engl.)
- Lana Ujević – Film Makers